# Lauren De Ruyck
Lauren De Ruyck, née le 10 août 1995, est une chanteuse et actrice belge néerlandophone, connue notamment pour son rôle dans Galaxy Park.

## Biographie
Lauren De Ruyck a commencé des études en psychologie à l'université de Gand. Elle participe au concours K3 zoekt K3 en 2015, échoue en finale, et décide de finir ses études. Une fois celles-ci terminées, elle reprend sa carrière artistique.

## Carrière
Lauren De Ruyck s'est fait connaitre en 2010 en participant au Concours Eurovision de la chanson junior 2010, en duo avec Jill Van Vooren. 
Elle a ensuite joué l'un des personnages principaux dans la série Galaxy Park en 2011, puis dans Binnenstebuiten en 2013, année où elle est récompensée en tant que meilleure actrice de l'année. 
En 2016, Lauren De Ruyck participe à l'émission K3 zoekt K3, où elle tente de devenir membre du groupe K3. Elle échoue à devenir « la brune » du groupe en finale, face à Marthe De Pillecyn. Les deux autres lauréates sont Klaasje Meijer, « la blonde », avec qui elle s'est lié d'amitié et Hanne Verbruggen, « la rousse ».
En 2018, elle joue dans La Fille dans les galeries.